# Hvannadalshnúkur
El pic Hvannadalshnúkur o Hvannadalshnjúkur, ubicat al vessant nord-oest del volcà Öræfajökull, és el cim més alt d'Islàndia, amb 2.109,6 m d'altitud i està inclòs dins del Parc Nacional Skaftafell. Fins a l'agost del 2005, es creia que la seva alçada era de 2.119 m, dada que es troba sovint encara en els mapes, però nous mesuraments establiren que la seva alçada real era només de 2.109,6 m. La ruta al cim és una popular ascensió per la glacera circumdant amb nombroses i freqüents esquerdes (crevasses) ocultes, que la fan apta només per a alpinistes experimentats.